# Ottavio Andreucci
Ottavio Andreucci (San Marcello Pistoiese, 1800 – Firenze, 25 gennaio 1887) è stato un avvocato e bibliotecario italiano.

## Biografia
Ottavio Andreucci nacque da una famiglia originaria di Pienza. Nel 1846 ottenne l'ammissione alla nobiltà di Modigliana. Avvocato ed ex impiegato della Toscana preunitaria, fu bibliotecario dal 1874 al 1887, anno della sua morte, presso l'Arcispedale di Santa Maria Nuova a Firenze dove si occupò del riordino della biblioteca.
Si occupò di sanità pubblica e dimostrò interesse per le biblioteche nei numerosi scritti.

## Opere
- Cenni storici sul colera asiatico, Società tip, 1855, OCLC14836215. URL consultato il 19 febbraio 2021.
- Manuale popolare di precetti igienici e sanitarj per il colera morbus, Firenze, Tipografia di Federigo Bencini, 1855.
- Gli orfanotrofi: cenni storici, Firenze, Giuseppe Mariani, 1855.
- Del vajuolo e della sua profilassi: cenni storici e pensamenti economico-igienico-sanitari, Firenze, Felice Le Monnier, 1863
- Della carità ospitaliera in Toscana : studi documentati e proposte col confronto dei sistemi altrove in uso ..., Firenze, F. Bencini, 1864.
- Delle scuole femminili popolane e cittadine e degli instituti ospitalieri, Firenze, Tip. Bencini, 1865.
- I conservatorii educativi e correttivi, le scuole popolane e gl'istituti ospedalieri di fronte alle leggi del 28 giugno e 8 luglio 1866 : osservazioni, Firenze, Tipografia militare, 1866.
- Delle quarantene considerate nei loro rapporti politici, sociali ed igienico-sanitari : prolegomeni storici documentati al dizionario d'igiene quarantenaria e navale, Firenze, Tip. di F. Bencini, 1866-1869.
- Nuove osservazioni sulli educandati, conservatorii e istituti ospitalieri, Firenze, Tipografia di Federigo Bencini all'Insegna di Dante, 1866.
- Dell'istituto superiore di studii pratici e di perfezionamento in Firenze, Firenze, coi tipi di M. Cellini e C. alla Galileiana, 1870.
- Della biblioteca e pinacoteca dell'Arcispedale di Santa Maria Nuova e delle ricordanze dei suoi benefattori: considerazioni storico-critiche, Firenze, Tipografia di G. B. Campolmi, 1871.
- Della Società fiorentina protettrice degli animali : esposizione storico-igienico-economica, Firenze: Tipografia della Gazzetta d'Italia, 1873.
- Delle biblioteche più specialmente italiane e del loro ordinamento : considerazioni storico-critiche, Roma, tip. Botta, 1873.
- Della vendita e conversione dei beni immobili delle Opere Pie : osservazioni storico-critico-economiche, Milano, Tip. Editrice Lombarda, già D. Salvi e C., 1874.
- Della ginnastica nei rapporti igienici-pedagogici-terapeutici e del canto come mezzo di educazione popolare: considerazioni storico-igienico-critico, Firenze; Roma, Tipografia Cenniniana, 1875.

## Archivio personale
La Biblioteca Biomedica dell'Università degli studi di Firenze conserva il fondo di archivio Ottavio Andreucci consistente in quattro faldoni di carte riguardanti soprattutto la gestione e l'ordinamento della Biblioteca dell'Arcispedale di Santa Maria Nuova, ma anche scritti di vario argomento e carteggi, studi sulla ginnastica.